# Голубое Озеро (Казань)
Голубое Озеро (тат. Зәңгәр Күл, Zäñgär Kül, МФА: [zæŋˈgær ˈkyl]) — жилой массив и бывший посёлок в Авиастроительном районе Казани.

## География
Находится в северо-восточной части Авиастроительного района, у впадения реки Солонки в Казанку. Севернее находятся Большое Голубое озеро, восточнее — река Казанка, южнее — река Солонка, западнее — одноимённый коттеджный посёлок.

## История
Основан не позднее 1927 года на землях бывшего имения Апанаевых как сельхозкоммуна (позже – совхоз) Татпедтехникума. Современное название присвоено не позднее 1940 года.
С 1927 года находился в составе Кадышевского сельсовета Воскресенского (Казанского, 1927-1938), Юдинского (1938-1958), Высокогорского (1958-1963, 1965-1998) и Зеленодольского (1963-1965) районов. В 1998 году присоединён к Авиастроительному району Казани.

## Население
| 1927 | 2000-е |
| ---- | ------ |
| 20   | ↗99    |

## Улицы
- Лесная (тат. Урман урамы, Urman uramı).
- Центральная (тат. Үзәк урам, Üzäk uram).